# Планета обезьян: Война
«Плане́та обезья́н: Война́», оригинальное название — «Война за планету обезьян» (англ. War for the Planet of the Apes) — американский научно-фантастический фильм режиссёра Мэтта Ривза. Премьера в СНГ (не во всём) состоялась 13 июля 2017 года, в США — 14 июля.

## Сюжет
Действие фильма происходит через 2 года после событий «Планеты обезьян: Революция».
Через некоторое время после того, как американские военные были призваны сражаться со всё более умнеющим и опасным племенем обезьян, клан, возглавляемый шимпанзе Цезарем, подвергается нападению военизированной группы, известной как «Альфа-Омега». В их распоряжении находятся обезьяны, которых они называют «шавками». Ранее эти обезьяны были сторонниками Кобы, возглавившего неудавшийся переворот против Цезаря, и были побеждены. Во время атаки боевики встретили сопротивление обезьян, а несколько солдат, включая гориллу Красного, попадают в плен. Их отводят на секретную базу внутри пещеры, скрытой водопадом. Цезарь сообщает пленникам, что не он начал войну, и что теперь он борется за защиту своей семьи и остальных обезьян. Затем Цезарь узнаёт от пленных, что «Альфа-Омегой» командует беспощадный полковник Маккаллоу. Цезарь приказывает, чтобы Красный был заключён в тюрьму за свои преступления, но освобождает остальных заключённых в качестве предложения мира «Альфа-Омеге». Однако Красный убегает, ранив гориллу-альбиноса по имени Зима. Затем Цезарь планирует перевести свой клан через пустыню, не желая больше жертв обезьян. В ночь перед переходом «Альфа-Омега» проникает на базу обезьян, а Маккаллоу убивает жену Цезаря, Корнелию, и их старшего сына, Синеглаза. После боя Зима предаёт Цезаря и убегает служить «Альфе-Омеге».
Оставив своего младшего сына Корнелиуса на попечение подруге Синеглаза, Озеро, Цезарь отправляется мстить полковнику. Его сопровождают Морис, орангутан и советник Цезаря, горилла Лука и Ракета, шимпанзе-адъютант Цезаря, тогда как другие обезьяны направляются через пустыню. Во время своего путешествия обезьяны сталкиваются с дезертиром, живущим в заброшенной деревне, и Цезарь стреляет в него, когда тот пытается достать свою винтовку. Увидев его дочь, которая, по-видимому, не может говорить, Морис настаивает на том, чтобы взять её с собой.
По пути команда Цезаря встречает Зиму в лагере «Альфа-Омеги», и узнаёт, что Маккаллоу отправился в место, обозначенное как «граница». Цезарь непреднамеренно убивает Зиму, что заставляет его задуматься о том, что он становится похожим на Кобу. Далее они обнаруживают нескольких расстрелянных солдат «Альфа-Омеги». Осмотр ещё живого солдата показывает, что он, как и девочка, не может говорить. Позже группа встречает Плохую обезьяну — умного, но трусливого отшельника-шимпанзе, который жил в зоопарке Сьерра до пандемии. Он показывает, что солдаты расположились лагерем на границе, в бывшем складе оружия, который был превращён в карантинную зону, когда вирус впервые начал распространяться, и где они теперь держат обезьян в плену.
Когда группа прибывает на пограничный объект, Лука погибает, защищая Цезаря от патруля «Альфа-Омеги», из-за чего Цезарь злится и решает продолжить путь в одиночку. Однако он попадает в руки Красного после того, как обнаруживает, что остальная часть его клана обезьян была захвачена в плен, и становится свидетелем того, что они вынуждены строить стену без пищи и воды. Маккаллоу показывает Цезарю, что вирус мутировал и теперь заставляет людей неметь и возвращаться к первобытному состоянию, и Цезарь понимает, что полковник забаррикадировался на объекте, чтобы отбивать атаки американских военных, которые собираются победить его, потому что он предпочитает убивать всех инфицированных людей, включая своего собственного сына, чтобы остановить распространение вируса. Полковник высоко оценивает интеллект Цезаря и объясняет, что он ведёт «священную войну» за выживание человечества.
Пока Цезарь мучается от голода, немая девочка, которую Морис называет Нова, пробирается на территорию лагеря, чтобы дать ему еду и воду. Чтобы предотвратить её обнаружение, Ракета отвлекает внимание, и попадает в плен. Цезарь и Ракета пытаются найти средства для побега через подземный туннель, который выходит из объекта. Морис и Плохая обезьяна используют туннель для спасения обезьян, и Цезарь приказывает остальным бежать, а сам идёт навстречу полковнику. Когда объект подвергается атаке военных, Цезарь находит Маккаллоу, но видит, что тот заражён мутировавшим вирусом (через контакт с найденной куклой Новы). Полковник намекает Цезарю, чтобы тот убил его сам, но гуманный предводитель шимпанзе отказывается сделать это. Он оставляет полковника, который совершает самоубийство, не желая становиться примитивным животным.
Во время битвы между «Альфа-Омегой» и военными обезьяны попадают под перекрёстный огонь. Прихватив связку ручных гранат, Цезарь пытается атаковать «Альфа-Омегу» сзади, но в него стреляет из арбалета Причер, один из боевиков, которых он ранее освободил. Красный спасает Цезаря, убивая Причера из гранатомёта, и его самого тут же убивают. Цезарь взрывает цистерны с топливом, вызывая на объекте каскадный взрыв, который уничтожает «Альфа-Омегу» и позволяет победить в битве штурмующим. Победившие военные также проявляют агрессию по отношению к приматам, собираясь их расстрелять, но оказываются похороненными под вызванной взрывом лавиной, которую Цезарь вместе с другими обезьянами и Новой переживают, быстро забравшись на близлежащие деревья.
Выжившие обезьяны покидают объект и пересекают пустыню, чтобы отыскать оазис. В то время как все радуются новому дому, Морис обнаруживает, что Цезарь смертельно ранен. Он обещает ему сообщить историю всех предшествующих событий его сыну Корнелиусу, чтобы тот всегда помнил, во что верил и за что воевал его отец. Затем Морис печально смотрит, как Цезарь поддаётся своим ранениям и мирно умирает, пока остальные обезьяны наблюдают за ними…

## В ролях
| Актёр             | Роль                          |
| ----------------- | ----------------------------- |
| Энди Серкис       | Цезарь                        |
| Вуди Харрельсон   | полковник Дж. Уэсли Маккаллоу |
| Стив Зан          | «Плохая обезьяна»             |
| Тоби Кеббелл      | Коба                          |
| Гэбриел Чаварриа  | Причер                        |
| Джуди Грир        | жена Цезаря Корнелия          |
| Карин Коновал     | Морис                         |
| Терри Нотари      | Ракета                        |
| Майкл Адамтуйэт   | Лука                          |
| Тай Олссон        | Красный                       |
| Макс Ллойд-Джонс  | Синеглаз старший сын Цезаря   |
| Дэвин Далтон      | Корнелиус младший сын Цезаря  |
| Сара Каннинг      | Озеро                         |
| Алекс Паунович    | Зима                          |
| Амиа Миллер       | Нова                          |
| Алессандро Юлиани | Копьё                         |
| Чад Рук           | Бойл                          |
| Роджер Р. Кросс   | капитан взвода «Альфа-Омега»  |

## Производство

### Разработка
После выхода фильма «Планета обезьян: Революция», 20th Century Fox и Chernin Entertainment подписали контракт с Мэттом Ривзом для съёмок третьей части. 7 января 2014 года студия объявила, что Ривз вернётся в триквел, а сценарий напишет Марк Бомбэк. Продюсерами выступят Питер Чернин, Дилан Кларк, Рик Джаффа и Аманда Сильвер. В мае 2015 года стало известно официальное название фильма — «Планета обезьян: Война».

### Кастинг
В августе 2015 года Deadline.com сообщил, что Гэбриел Чаварриа получил роль в будущем фильме. В сентябре 2015 года The Hollywood Reporter сообщил, что Вуди Харрельсон исполнит роль главного антагониста. В октябре 2015 к актёрскому составу присоединился Стив Зан. Также было объявлено, что молодая актриса Амиа Миллер получила неизвестную роль. Джуди Грир и Карин Коновал вернутся к своим ролям Корнелии и Мориса. Алекс Паунович и Сара Каннинг получили роль неизвестных приматов. Чад Рук присоединился к актёрскому составу в ноябре 2015 года.

### Съёмки фильма
Съёмки фильма начались 14 октября 2015 года в Ванкувере, Канада, под рабочим названием Hidden Fortress. В течение пяти дней съёмки фильма проходили в городе Кананаскис (в конце января и начале февраля). В марте Энди Серкис заявил, что его часть съёмок закончилась.

### Музыка
Вся музыка написана Майклом Джаккино.
| №                   | Название                        | Длительность |
| ------------------- | ------------------------------- | ------------ |
| 1.                  | «Apes’ Past is Prologue»        | 10:53        |
| 2.                  | «Assault of the Earth»          | 5:29         |
| 3.                  | «Exodus Wounds»                 | 4:23         |
| 4.                  | «The Posse Polonaise»           | 1:39         |
| 5.                  | «The Bad Ape Bagatelle»         | 1:13         |
| 6.                  | «Don’t Luca Now»                | 3:53         |
| 7.                  | «Koba Dependent»                | 2:54         |
| 8.                  | «The Ecstasy of the Bold»       | 1:57         |
| 9.                  | «Apes Together Strong»          | 7:12         |
| 10.                 | «A Tide in the Affairs of Apes» | 5:31         |
| 11.                 | «Planet of the Escapes»         | 2:42         |
| 12.                 | «The Hating Game»               | 2:04         |
| 13.                 | «A Man Named Suicide»           | 5:32         |
| 14.                 | «More Red Than Alive»           | 2:41         |
| 15.                 | «Migration»                     | 2:03         |
| 16.                 | «Paradise Found»                | 5:35         |
| 17.                 | «End Credits»                   | 9:30         |
| Общая длительность: | Общая длительность:             | 75:11        |

## Выход
Первоначальная дата выхода фильма — июль 2016 года. Однако в январе 2015 года 20th Century Fox отложил выход фильма на 14 июля 2017 года.

## Критика
Фильм «Планета обезьян: Война» был высоко оценён критиками. На сайте Rotten Tomatoes картина имеет рейтинг 93 % на основе 298 рецензий со средней оценкой 8,1 из 10. Критический консенсус сайта гласит: «„Планета обезьян: Война“, сочетающая в себе захватывающие визуальные эффекты и сильное, острое повествование, завершает эту перезагруженную трилогию на мощной и по-настоящему блокбастерной ноте». На сайте Metacritic фильм имеет оценку 82 из 100 на основе 49 рецензий критиков, что соответствует статусу «всеобщее признание».

## Награды и номинации
| Награды и номинации                                | Награды и номинации | Награды и номинации                              | Награды и номинации                                                                              | Награды и номинации | Награды и номинации |
| Награда                                            | Год                 | Категория                                        | Номинант                                                                                         | Результат           | Прим.               |
| -------------------------------------------------- | ------------------- | ------------------------------------------------ | ------------------------------------------------------------------------------------------------ | ------------------- | ------------------- |
| Золотой трейлер                                    | 2017                | Лучший захват движений / графика                 | «Планета обезьян: Война»: 20th Century Fox, Wild Card                                            | Номинация           | [ 25 ]              |
| Золотой трейлер                                    | 2017                | Лучший телевизионный ролик летнего блокбастера   | «Планета обезьян: Война»: 20th Century Fox, Wild Card                                            | Номинация           | [ 25 ]              |
| Голливудский кинофестиваль                         | 2017                | Премия за лучшие визуальные эффекты              | Дэн Барретт, Дэн Леммон, Джо Леттери и Эрик Винквист                                             | Победа              | [ 26 ]              |
| Hollywood Post Alliance                            | 2017                | Лучшие визуальные эффекты — художественный фильм | Дэн Барретт, Андерс Лангландс, Дэн Леммон, Джо Леттери, Люк Миллар, Эрик Винквист и Weta Digital | Победа              | [ 27 ]              |
| Ассоциация кинокритиков Вашингтона, округ Колумбия | 2017                | Лучший захват движений                           | Энди Сёркис                                                                                      | Номинация           | [ 28 ]              |
| Ассоциация кинокритиков Вашингтона, округ Колумбия | 2017                | Лучший захват движений                           | Стив Зан                                                                                         | Номинация           | [ 28 ]              |
| Общество кинокритиков Сан-Франциско                | 2017                | Лучший актёр                                     | Энди Сёркис                                                                                      | Победа              | [ 29 ] [ 30 ]       |
| Общество кинокритиков Сан-Франциско                | 2017                | Лучший оригинальный саундтрек                    | Майкл Джаккино                                                                                   | Номинация           | [ 29 ] [ 30 ]       |
| Ассоциация кинокритиков Чикаго                     | 2017                | Лучший оригинальный саундтрек                    | Майкл Джаккино                                                                                   | Номинация           | [ 31 ]              |
| Общество кинокритиков Сиэтла                       | 2017                | Лучший оригинальный саундтрек                    | Майкл Джаккино                                                                                   | Номинация           | [ 32 ]              |
| Общество кинокритиков Сиэтла                       | 2017                | Лучшие визуальные эффекты                        | Джо Леттери, Дэн Леммон, Дэн Барретт и Джоэл Вист                                                | Победа              | [ 32 ]              |
| Общество кинокритиков Юты                          | 2017                | Лучший актёр                                     | Энди Сёркис                                                                                      | Победа              | [ 33 ]              |
| Онлайн-кинокритики Лос-Анджелеса                   | 2018                | Лучшая анимация / визуальные эффекты             | Энди Сёркис                                                                                      | Победа              | [ 34 ] [ 35 ]       |
| Онлайн-кинокритики Лос-Анджелеса                   | 2018                | Лучший саундтрек                                 | Майкл Джаккино                                                                                   | Номинация           | [ 34 ] [ 35 ]       |
| Онлайн-кинокритики Лос-Анджелеса                   | 2018                | Лучшая съёмка / Война                            | «Планета обезьян: Война»                                                                         | Номинация           | [ 34 ] [ 35 ]       |
| Онлайн-кинокритики Лос-Анджелеса                   | 2018                | Лучший блокбастер                                | «Планета обезьян: Война»                                                                         | Номинация           | [ 34 ] [ 35 ]       |
| Онлайн-кинокритики Лос-Анджелеса                   | 2018                | Лучшие визуальные эффекты                        | «Планета обезьян: Война»                                                                         | Победа              | [ 34 ] [ 35 ]       |
| Общество кинокритиков Хьюстона                     | 2018                | Лучший актёр                                     | Энди Сёркис                                                                                      | Номинация           | [ 36 ]              |
| Общество кинокритиков Хьюстона                     | 2018                | Лучший оригинальный саундтрек                    | Майкл Джаккино                                                                                   | Номинация           | [ 36 ]              |
| Общество кинокритиков Хьюстона                     | 2018                | Лучшие визуальные эффекты                        | «Планета обезьян: Война»                                                                         | Номинация           | [ 36 ]              |
| Critics’ Choice Movie Awards                       | 2018                | Лучший боевик                                    | «Планета обезьян: Война»                                                                         | Номинация           | [ 37 ]              |
| Critics’ Choice Movie Awards                       | 2018                | Лучшие визуальные эффекты                        | «Планета обезьян: Война»                                                                         | Победа              | [ 37 ]              |
| Премия Гильдии киноактёров США                     | 2018                | Лучший каскадёрский ансамбль в игровом кино      | «Планета обезьян: Война»                                                                         | Номинация           | [ 38 ] [ 39 ]       |
| Энни                                               | 2018                | Лучший анимационный актёр в живом исполнении     | Дэн Барретт, Сидни Комбо, Эмиль Горэйб, Луизма Лавин Передо и Алессандро Бонора                  | Победа              | [ 40 ]              |
| Спутник                                            | 2018                | Лучший монтаж                                    | Уильям Хой                                                                                       | Победа              | [ 41 ]              |
| Спутник                                            | 2018                | Лучший оригинальный саундтрек                    | Майкл Джаккино                                                                                   | Номинация           | [ 41 ]              |
| Спутник                                            | 2018                | Лучший звук                                      | «Планета обезьян: Война»                                                                         | Номинация           | [ 41 ]              |
| Спутник                                            | 2018                | Лучший визуальный монтаж                         | «Планета обезьян: Война»                                                                         | Номинация           | [ 41 ]              |
| Сатурн                                             | 2018                | Лучший научно-фантастический фильм               | Питер Чернин, Дилан Кларк, Рик Яффо и Аманда Сильвер                                             | Номинация           | [ 42 ]              |
| Сатурн                                             | 2018                | Лучший режиссёр                                  | Мэтт Ривз                                                                                        | Номинация           | [ 42 ]              |
| Сатурн                                             | 2018                | Лучший актёр                                     | Энди Сёркис                                                                                      | Номинация           | [ 42 ]              |
| Сатурн                                             | 2018                | Лучшие спецэффекты                               | Джо Буйи, Дэн Леммон, Даниэль Барретт и Джоэл Вист                                               | Номинация           | [ 42 ]              |

## Продолжение
Во время интервью с MTV News в середине ноября 2014 года Энди Серкис говорил о возможном продолжении: «Может быть, будет три фильма, может четыре, а может и пять. Кто знает? Путешествие продолжится». В октябре 2016 года было объявлено, что четвёртый фильм уже находится в планах у студии.